# Crossodromo Pine Serra
Das Crossodromo Pine Serra ist eine Motocross-Anlage und die einzige offizielle Motorsport-Rennstrecke in der Republik San Marino. 

## Streckenbeschreibung
Der Baldasserona Motocross Circuit mit internationaler Zulassung durch die Fédération Internationale de Motocyclisme (FIM) befindet sich auf einem Gelände mit rund 128.000 m² in den Gemeindegebieten von Borgo Maggiore und der Stadt San Marino. 
Streckenführung und -länge wurden zuletzt 2010 und 2017 modifiziert.
Neben der 1968 eröffneten Motocross-Hauptrennstrecke mit einer Länge von 1.800 Metern und Zeitnehmergebäude befinden sich auch eine Minicross-Strecke, ein Allrad-Parcours, eine asphaltierte Minibike-Rennstrecke, eine Fahrerschule mit Fahrerlager, eine Boxenanlage mit Stromanschluss, WC und Duschen und ein Restaurant. Betreiber ist der Motorsportverband Federazione Sammarinese Motociclistica. 

## Veranstaltungen
Das erste internationale Rennen, die 6° Trofeo FIM Mondiale di Motocross, fand 1973 statt. 
Auf der Strecke werden neben den san-marinesischen Meisterschaften auch eine Runde zum Campionato Italiano Motocross ausgetragen. 